# Spire of Dublin
Spire of Dublin (Dublinská jehla) je jednou z dominant Dublinu. Jedná se o 121 metrů vysoký kužel, který se nachází na místě někdejšího památníku admirála Nelsona na hlavním dublinském bulváru O’Connell Street.

## Historie stavby
Pomník byl navržen jako součást rekonstrukce O’Connell Street v roce 1999. Hlavní bulvár irské metropole zažíval úpadek přibližně od roku 1970. Veřejnost kritizovala zejména přemíru fast foodů a zničení památníku admirála Nelsona, jež měli na svědomí členové IRA.
V roce 1990 byla zahájena revitalizace bulváru. Vyvrcholením této revitalizace bylo právě vztyčení náhrady za Nelsonův památník. První část konstrukce byla instalována 18. prosince 2002. Dalších 20 m bylo přidáno 21. ledna 2003.
Dublinskou jehlu navrhlo studio Ian Richie Architects. U základů má průměr 3 metry a postupně se zužuje, aby měla na vrcholu průměr pouhých 15 cm. Celá konstrukce váží 126 tun a při silném větru se vrcholek vychyluje až o metr a půl. Vystavbu tohoto monumentu však provázely komplikace spojené s ochranou životního prostředí. 